# Diseases Database
Il Diseases Database (in italiano: database delle malattie) è un sito web gratuito che fornisce informazioni sulle relazioni tra varie condizioni mediche, sintomi e farmaci. Questo database è gestito dalla Medical Object Oriented Software Enterprises Ltd, una società con sede a Londra.
L'obiettivo dichiarato del sito è "educazione, lettura di fondo e interesse generale" con un pubblico destinato a "medici, altri operatori sanitari clinici e studenti di queste professioni". L'editore indicato dal sito è Malcolm Duncan, un medico del Regno Unito.